# Крістоф Іннергофер
Крістоф Іннергофер (нім. Christof Innerhofer, 17 грудня 1984) — італійський гірськолижник, чемпіон світу, олімпійський медаліст.
Крістоф Іннергофер спеціалізується на швидкісних дисциплінах гірськолижного спорту — швидкісному спуску й супергігантському слаломі. На етапах кубка світу він почав виступати у 2006, а свою першу перемогу здобув у швидкісному спуску на етапі у Борміо 28 грудня 2008 року.
У 2011 Іннергофер виграв змагання із супергігантського слалому на чемпіонаті світу з гірськолижного спорту, який проходив у Гарміш-Партенкірхені. На тому ж чемпіонаті світу він здобув бронзову медаль у швидкісному спуску.
На зимових Олімпійських іграх 2014 року в Сочі Крістоф виборов срібну медаль у швидкісному спуску.